# Malonil-CoA
Il malonil-CoA è una molecola derivata dal coenzima A che si forma grazie ad una reazione di carbossilazione tra l'acetil-coenzima A e lo ione bicarbonato (HCO3-) catalizzata dalla acetil-CoA carbossilasi in presenza di ATP. Il coenzima A risulta dunque legato, mediante legame tiosterico, ad un'unità a 3 atomi di Carbonio (un malonile).

## Funzioni
Esso svolge un ruolo fondamentale nella biosintesi degli acidi grassi, processo che avviene nel citosol cellulare (in particolare nelle cellule del fegato, del tessuto adiposo e delle ghiandole mammarie) e nei mitocondri. 
Il malonil-CoA è anche utilizzato nel trasporto dell'alfa-chetoglutarato attraverso la membrana del mitocondrio.

### Biosintesi citosolica degli acidi grassi
Il malonil CoA è il principale fornitore di unità acetiliche nella sintesi degli acidi grassi. Delle otto unità che servono per la sintesi del palmitato, ad esempio, ben sette sono fornite dal malonil-CoA e soltanto una dall'acetil-CoA (quella iniziale). Il malonil-CoA può quindi essere considerato come il vero precursore di tutti gli atomi di carbonio di un acido grasso. I due atomi di carbonio forniti dall'acetil-CoA servono dunque da innesco della biosintesi e vanno a costituire l'estremità terminale della catena dell'acido grasso, da cui partirà poi l'allungamento e l'estensione della catena. In questa reazione vengono rilasciate sette molecole di CO2 ed il potere riducente viene fornito solo ed esclusivamente dal NADPH.
acetil-CoA + 7 malonil-CoA + 14 NADPH + 14 H+ ⇋ CH3(CH2)14COOH + 7 CO2 + 8 CoA + 14 NADP+ + 6 H2O
La reazione è catalizzata dalla (proteina trasportante acili) S-maloniltransferasi (MCAT), che trasferisce il malonile dal malonil-CoA al tiolo terminale della proteina trasportante acili (ACP), grazie ad un enzima chiamato malonil-transferasi.

### Biosintesi mitocondriale degli acidi grassi
Il malonil-CoA si forma nella prima fase della sintesi mitocondriale degli acidi grassi (mtFASII) a partire dall'acido malonico ad opera della malonil-CoA sintetasi (ACSF3).

## Malattie
Il malonil-CoA svolge un ruolo particolare nella clearance mitocondriale dell'acido malonico tossico nel disturbo metabolico dell'aciduria combinata malonica e metilmalonica (CMAMMA). Nella CMAMMA, a causa del deficit di ACSF3, è diminuita la malonil-CoA sintetasi, che può generare malonil-CoA dall'acido malonico, che a sua volta viene convertito in acetil-CoA dalla malonil-CoA decarbossilasi. Nella CMAMMA, invece, a causa del deficit di malonil-CoA decarbossilasi, la malonil-CoA decarbossilasi, che converte il malonil-CoA in acetil-CoA, è ridotta.
{\displaystyle \mathrm {Acido\ malonico+CoA+ATP\ {\xrightarrow[{ACSF3}]{Malonil{-}CoA\ sintetasa}}\ Malonil{-}CoA\ {\xrightarrow[{MLYCD}]{Malonil-CoA\ decarbossilasa}}\ Acetil{-}CoA} }